# Gigi
Gigi er en roman fra 1944 af den franske forfatter Colette.
Handlingen fokuserer på en ung parisisk pige, der bliver oplært som kurtisane, og hendes venskab med en velhavende kultiveret mand, der opdager, at han er forelsket i hende og til sidst får lov at blive hendes første elsker. I filmen fra 1958 er dette ændret til at han gifter sig med hende, men det er en moralsk tilretning, der ikke er i romanens ånd. I 1958 var det ikke acceptabelt for et amerikansk publikum at en heltinde kunne være letlevende.
Romanen har også dannet grundlag for et teaterstykke og flere biograffilm. Første filmatisering var Gigi fra 1958 instrueret af Vincente Minnelli. 
| Bog | Spire Denne artikel om bøger og tidsskrifter er en spire som bør udbygges. Du er velkommen til at hjælpe Wikipedia ved at udvide den. |